# Monte Sacro e dintorni
Monte Sacro e dintorni este o arie protejată (arie specială de conservare — SAC, sit de importanță comunitară — SCI) din Italia întinsă pe o suprafață de 9.634 ha, integral pe uscat.

## Localizare
Centrul sitului Monte Sacro e dintorni este situat la coordonatele 40°13′24″N 15°20′57″E / 40.223333°N 15.349167°E.

## Înființare
Situl Monte Sacro e dintorni a fost declarat sit de importanță comunitară în mai 1995 pentru a proteja 27 de specii de animale. Situl a fost protejat și ca arie specială de conservare în mai 2019.

## Biodiversitate
Situată în ecoregiunea mediteraneană, aria protejată conține 6 habitate naturale: Păduri de Castanea sativa, Pante stâncoase calcaroase cu vegetație casmofită, Pajiști uscate seminaturale și facies de acoperire cu tufișuri pe substraturi calcaroase (Festuco-Brometalia) (* situri importante pentru orhidee), Pseudostepă cu ierburi și specii anuale de Thero-Brachypodietea, Pajiști uscate seminaturale și facies de acoperire cu tufișuri pe substraturi calcaroase (Festuco-Brometalia) (* situri importante pentru orhidee), Păduri de fag din Apenini cu Taxus și Ilex.
La baza desemnării sitului se află mai multe specii protejate:
- păsări (15): potârnichea de stâncă (Alectoris graeca), fâsă-de-câmp (Anthus campestris), porumbel gulerat (Columba palumbus), ciocănitoare neagră (Dryocopus martius), șoim călător (Falco peregrinus), sfrâncioc roșiatic (Lanius collurio), Leiopicus medius, ciocârlie de pădure (Lullula arborea), gaia neagră (Milvus migrans), gaia roșie (Milvus milvus), Pyrrhocorax pyrrhocorax, turturică (Streptopelia turtur), sturzul viilor (Turdus iliacus), sturz-cântător (Turdus philomelos), sturz (Turdus pilaris)
- amfibieni (2): Bombina pachypus, Salamandrina terdigitata
- mamifere (6): lupul (Canis lupus), liliac cu aripi lungi (Miniopterus schreibersii), liliac cu urechi de șoarece (Myotis blythii), liliac comun (Myotis myotis), liliacul mare cu potcoavă (Rhinolophus ferrumequinum), liliacul mic cu potcoavă (Rhinolophus hipposideros)
- nevertebrate (3): croitorul mare al stejarului (Cerambyx cerdo), Coenagrion mercuriale, Melanargia arge
- reptile (1): șarpele cu patru dungi (Elaphe quatuorlineata)

Pe lângă speciile protejate, pe teritoriul sitului au mai fost identificate 2 specii de plante, 5 specii de amfibieni, 1 specie de mamifere, 5 specii de nevertebrate, 6 specii de reptile.